# Strongyli
Strongyli (řecky: Στρογγυλή Μεγίστης) je řecký ostrůvek, který leží ve východním Středozemním moři, asi čtyři kilometry jihovýchodně od ostrova Kastelorizo. Ostrov je dlouhý asi 1,5 kilometru a široký až 700 metrů. Rozkládá se na ploše asi 0,9 kilometrů čtverečních. Je poměrně plochý a pokrytý makchiemi. Ostrůvek nemá žádné stálé obyvatele.
Strongyli je nejvýchodnější řecké území. Administrativně je součástí obce Megisti. Podle sčítání lidu z roku 2011 je ostrov opuštěný. Má maják, který je označován za nejvýchodnější budovu v Řecku.
Ostrůvek se v turečtině nazývá Çam Adası („borovicový ostrov“).